# Kharar
Kharar ist eine Stadt im indischen Bundesstaat Punjab. Sie liegt in der Nähe von Chandigarh und ist der Standort mehrerer Hochschulen.
Die Stadt ist Teil des Distrikt Sahibzada Ajit Singh Nagar. Kharar hat den Status eines Municipal Council. Die Stadt ist in 15 Wards gegliedert.

## Demografie
Die Einwohnerzahl der Stadt liegt laut der Volkszählung von 2011 bei 74.460. Kharar hat ein Geschlechterverhältnis von 899 Frauen pro 1000 Männer und damit einen für Indien üblichen Männerüberschuss. Die Alphabetisierungsrate lag bei 87,9 % im Jahr 2011. Knapp 58 % der Bevölkerung sind Sikhs, ca. 39 % sind Hindus und weniger als 3 % gehören einer anderen oder keiner Religion an. 10,8 % der Bevölkerung sind Kinder unter 6 Jahren.